# Joakim Zander
Pour les articles homonymes, voir Zander.
Joakim Zander, né le 20 janvier 1975 à Stockholm, en Suède, est un romancier et avocat suédois, auteur de trois romans policiers mâtinés d'espionnage.

## Biographie
Il naît à Stockholm en 1975 et grandit à Söderköping. Après son service militaire dans la marine suédoise, il étudie le droit à l'université d'Uppsala et obtient un PhD en droit à l'université de Maastricht. Sa thèse de fin d'études est publié par la Cambridge University Press en 2010. Il travaille ensuite pour le parlement européen et la commission européenne à Bruxelles, en Belgique.
En 2013, il publie le roman Apnée (Simmaren), un thriller politique proche du roman d'espionnage dont le récit se déroule de Damas à Stockholm, en passant par les États-Unis et l’Irak. Reprenant certains des personnages de ce premier titre, il écrit les romans Orten et Vännen, publiés respectivement en 2015 et 2017.

## Œuvre

### SérieKlara Walldéen
1. Apnée, Actes Sud, coll. « Actes noirs », 2015 (Simmaren, 2013), trad. Marianne Ségol-Samoy et Karin Serres, 380 p.  (ISBN 978-2-330-04890-7)Réédition Actes Sud, coll. « Babel noir » no 203, 2018, 491 p. (ISBN 978-2-330-10324-8)
2. Le Quartier, Actes Sud, coll. « Actes noirs », 2019 (Orten, 2015), trad. Marianne Ségol-Samoy, 416 p.  (ISBN 978-2-330-12105-1)
3. (sv) Vännen, 2017

### Essai
- (sv) The Application of the Precautionary Principle in Practice, 2010